# Gonomyia mexicana
Gonomyia mexicana är en tvåvingeart som beskrevs av Alexander 1916. Gonomyia mexicana ingår i släktet Gonomyia och familjen småharkrankar. Inga underarter finns listade i Catalogue of Life.